# 5912 Oyatoshiyuki
5912 Oyatoshiyuki è un asteroide della fascia principale. Scoperto nel 1989, presenta un'orbita caratterizzata da un semiasse maggiore pari a 2,4044024 UA e da un'eccentricità di 0,1691345, inclinata di 3,36756° rispetto all'eclittica.
L'asteroide è dedicato all'astrofilo giapponese Toshiyuki Oya.